# 비치볼

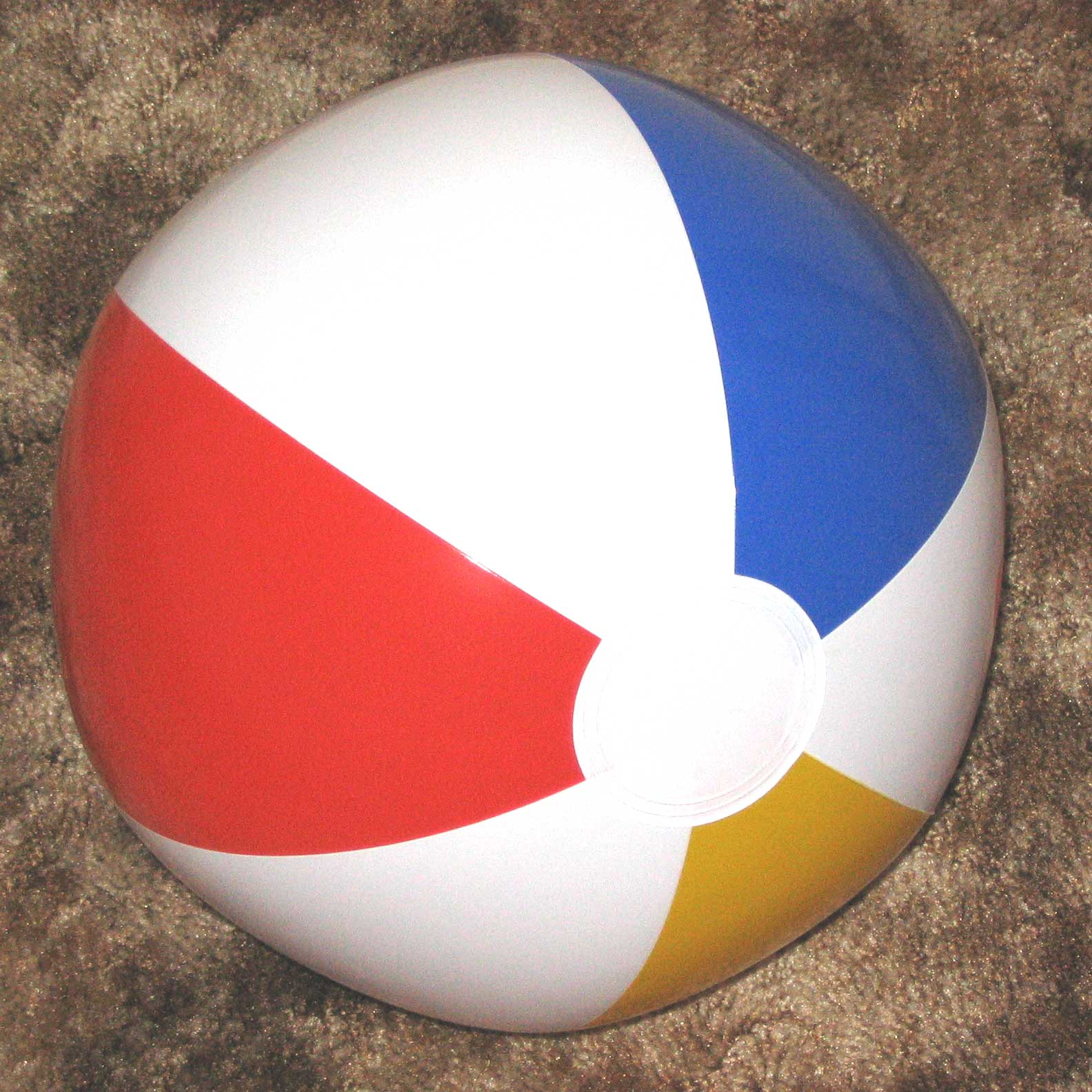
비치볼

비치볼(beach ball)은 모래사장이나 물가에서 비치 발리볼 등의 스포츠 도구나 물놀이 용품으로 사용되는 공이다. 풍선과 같은 원리로 공기를 넣어 부풀려 사용하기 때문에 크기에 비해 가볍고 운반하기 쉬운 장점이 있다.

## 같이 보기
- 풍선